# WR 1
WR 1 — звезда Вольфа — Райе на расстоянии около 10300 световых лет от Солнца в созвездии Кассиопеи. По радиусу звезда превосходит Солнце всего лишь чуть более, чем в два раза, но вследствие высокой температуры светимость превышает солнечную в 758 тысяч раз.
Хотя еще с XIX века было известно, что WR 1 относится к звёздам Вольфа — Райе, обозначение WR 1 не означает, что это первая открытая звезда данного типа. WR 1 является первой звездой в Седьмом Каталоге звезд Вольфа — Райе в Галактике, упорядоченном по прямому восхождению.
WR 1 принадлежит к азотной последовательности звёзд Вольфа — Райе, в спектре присутствуют линии HeII, превышающие по выраженности линии HeI, а также эмиссионные линии NV, в пять раз более интенсивные, чем линии NIII, что позволяет отнести звезду к спектральному классу WN4. Наличие широких линий HeII позволяет отнести объект к подклассу WN4-b (широкие линии) или WN4-s (интенсивные линии). Также в спектре наблюдаются линии  CIV и NIV, при этом линии водорода отсутствуют, что означает уже завершившееся сбрасывание водородной оболочки при сильном звёздном ветре.
WR 1 проявляет небольшую переменность, поэтому звезде также было присвоено обозначение переменной звезды — V863 Кассиопеи. Полная амплитуда переменности составляет не более 0,09 звездной величины в видимой области спектра. Период переменности чётко определяется и составляет 16,9 суток, но при этом кривая блеска не синусоидальная, а ее форма может заметно меняться Считается, что переменность является следствием плотного асимметричного звёздного ветра, а также взаимодействия сгустков выброшенного вещества.
Предполагается также, что переменность и наличие инфракрасного избытка могут свидетельствовать о существовании холодного объекта-компаньона, но всё же в настоящее время звезду считают одиночной. Обычно считается, что подкласс WN-b звёзд Вольфа-Райе содержит одиночные звёзды, в противоположность подклассу WN-A, в спектрах объектов которого видны узкие эмиссионные линии на фоне мощного непрерывного излучения. Считается, что такие объекты являются двойными системами с горячими яркими звездами.
WR 1 является возможным представителем ассоциации Кассиопеи OB7, находящейся на расстоянии около 1800 парсеков, хотя полученный по данным Gaia параллакс свидетельствует о гораздо большем расстоянии. Межзвёздная экстинкция составляет 2,1 звездные величины, тогда при расстоянии 1820 парсеков болометрическая светимость звезды будет равна 758600 светимостей Солнца. Температура 112200 К получена по данным о спектре, тогда оценка радиуса составит 2.26 радиуса Солнца.